# 星空のコミックガーデン
『星空のコミックガーデン』（ほしぞらのコミックガーデン）は、ディースリー・パブリッシャーから2008年9月11日に発売されたニンテンドーDS用ソフト。プレイヤーが新人マンガ家の女の子となってアドベンチャーモードとコミックモードを交互に進行していくマルチエンディング形式の恋愛アドベンチャーゲーム。

## 登場人物
栗原 愛理（くりはら あいり）
声 - なし
安達 亮（あだち りょう）
声 - 宮野真守
轟木 圭吾（とどろき けいご）
声 - 緑川光
服部 響（はっとり ひびき）
声 - 関俊彦
カスティス 恭一（きょういち）
声 - 柿原徹也
神崎 小次郎（かんざき こじろう）
声 - 神谷浩史
鈴岡 蓮（すずおか れん）
声 - 朴璐美
桐生 先輩（きりゅう せんぱい)
声 - 羽多野渉
轟木のアシスタントの先輩

## スタッフ
- 原画 - 街子マドカ
- ストーリー原案 - 森田彩莉、山崎浅吏

## 関連商品

### CD
- Day by Day/キラキラ~Looking for my

### 書籍
- 星空のコミックガーデン 公式ビジュアルファンブック

## イベント
“星空のコミックガーデン～おいでよ！コミット2009春～”が開催。出演声優を招き、昼の部・夜の部の全2回がよみうりホールにて公演。